# WISE 1614+1739
WISE 1614+1739 (= WISE J161441.46+173935.5) is een bruine dwerg met een spectraalklasse van T9. De ster bevindt zich 33,4 lichtjaar van de zon.